# بادبزن دریایی
بادبزن دریایی (نام علمی: Gorgonacea) نام یک راسته از شاخه مرجانیان است.